# 沃韦上科尔西耶
沃韦上科尔西耶（法語：Corsier-sur-Vevey）是瑞士联邦西部法语区的沃州下设的一个镇。在行政上属于湖滨高地区管辖。沃韦上科尔西耶的总面积为6.75平方公里。截至2010年底，总人口为3,249。